# David Cox (statystyk)
David Roxbee Cox (ur. 15 lipca 1924 w Birmingham, zm. 18 stycznia 2022) – brytyjski statystyk, twórca modelu proporcjonalnego hazardu Coxa, profesor Imperial College London. Laureat Medalu Guya (1973). Posiadał tytuł szlachecki – sir.